# Kenny Wooten
Kenny Wooten Jr. (Stockton, California; 17 de abril de 1998) es un jugador de baloncesto estadounidense que pertenece a la plantilla del Homenetmen Beirut de la liga de Líbano. Con 2,03 metros de estatura, juega en la posición de ala-pívot.

## Trayectoria deportiva

### Universidad
Jugó dos temporadas con los Ducks de la Universidad de Oregón, en las que promedió 6,4 puntos, 4,7 rebotes y 2,4 tapones por partido. En ambas temporadas fue incluido en el mejor quinteto defensivo de la Pac-12 Conference.
Al término de su temporada sophomore anunció que renunciaba a los dos años de universidad que le quedaban, para presentarse al Draft de la NBA. A pesar de disputar solamente dos temporadas, Wooten dejó Oregon como el tercer máximo taponador de toda la historia, con 166 tapones.

#### Estadísticas
| Año     | Equipo | PJ | PT | MPP  | %TC  | %3P  | %TL  | RPP | APP | ROB | TPP | PPP |
| ------- | ------ | -- | -- | ---- | ---- | ---- | ---- | --- | --- | --- | --- | --- |
| 2017–18 | Oregon | 36 | 10 | 19.8 | .681 | .000 | .594 | 4.5 | .3  | .6  | 2.6 | 6.4 |
| 2018–19 | Oregon | 34 | 27 | 24.0 | .589 | .000 | .672 | 4.8 | .6  | .4  | 2.2 | 6.3 |
| Total   | Total  | 70 | 37 | 21.8 | .634 | .000 | .633 | 4.7 | .5  | .5  | 2.4 | 6.4 |

### Profesional
Tras no ser elegido en el Draft de la NBA de 2019, se unió a los New York Knicks para disputar las Ligas de verano de la NBA, en las que jugó tres partidos, promediando 1,7 puntos, 2,7 rebotes y 2,7 tapones. Después de no contar con él para la temporada, fue asignado a su filial de la G League, los Westchester Knicks. El 14 de enero de 2020 los New York Knicks firmaron a Wooten un contrato dual, para jugar en ambos equipos.
Tras ser despedido por los Knicks sin llegar a debutar en la NBA fue repescado el 21 de noviembre de 2020 por los Houston Rockets, aunque finalmente fue descartado.
En 2021, disputa 15 partidos con los Rio Grande Valley Vipers de la NBA G League.
El 22 de agosto de 2021, firma por el Ironi Nes Ziona B.C. de la Ligat ha'Al israelí, pero fue cortado antes del comienzo de la temporada. El 23 de octubre firmó con los Maine Celtics de la G League.
El 6 de noviembre fue incluido en la plantilla de los Raptors 905 de la G League.

El 7 de enero de 2025n firmó con el Homenetmen Beirut de la Liga Libanesa de Baloncesto.